# Gouverneurswahl in der Oblast Magadan 2018

Ergebnis für Sergei Nossow der Partei Einiges Russland nach Rajonen und dem Stadtkreis Magadan (Olski rajon geteilt in Gebiete um Arman beziehungsweise Ola)

Die Gouverneurswahl in der Oblast Magadan 2018 war die zweite Wahl des Gouverneurs der Oblast Magadan, einem russischen Föderationssubjekt im Föderationskreis Ferner Osten, nach der Wiedereinführung der Direktwahl bei der Gouverneurswahl in der Oblast Magadan 2013. Die Wahl fand am 9. September 2018 statt.

## Ausgangslage
Nach dem Rücktritt von Nikolaja Dudowa wurde Wladimir Petschonyj am 3. Februar 2013 von Wladimir Putin zum Gouverneur ad interim ernannt. Bei der ersten direkten Gouverneurswahl nach 2003 im September 2013 wurde Wladimir Petschonyj mit 73,11 % der Stimmen gewählt. Die Wahlbeteiligung lag bei 32,28 %. Er trat das Amt am 18. September 2013 an.
Die fünfjährige Amtszeit wäre bis September 2018 gelaufen, am 28. Mai 2018 wurde er jedoch vorzeitig aus dem Amt entlassen. Der 57-jährige Bürgermeister von Nischni Tagil, Sergei Nossow, wurde zum Gouverneur ad interim ernannt. Bei der Wahl im September 2018 wollte er sich zum Gouverneur der Oblast wählen lassen.

## Wahlsystem
Alle wahlberechtigten Bürger haben eine Stimme, die sie einem der registrierten Kandidaten geben können. Ein Kandidat ist gewählt, wenn er mehr als 50 % der abgegebenen Stimmen, also eine absolute Mehrheit, erhält. Sollte kein Kandidat diese Stimmenanzahl erreichen, wird ein zweiter Wahlgang angesetzt, an dem die beiden Kandidaten mit den meisten Stimmen aus dem ersten Wahlgang teilnehmen. Im zweiten Wahlgang muss ein Kandidat nur die relative Mehrheit erhalten, um die Wahl zu gewinnen. Dieser Fall kann eintreten, da auch leere Stimmzettel Anteile des Gesamtergebnisses einnehmen, sodass beide Kandidaten unter 50 % der Stimmen erhalten und zum Beispiel 2 % leere Stimmzettel sind. Im ersten Wahlgang nehmen die leeren Stimmzettel auch Teile des Gesamtergebnisses ein, dort ist eine absolute Mehrheit unter Berücksichtigung der leeren Stimmzettel nötig.

## Kandidaten
| Kandidat                            | Partei                                          | Registrierung |
| ----------------------------------- | ----------------------------------------------- | ------------- |
| Walentina Wiktorowna Doroschewitsch | Kommunistische Partei der Russischen Föderation | registriert   |
| Roman Wadimowitsch Isajew           | Liberal-Demokratische Partei Russlands          | registriert   |
| Alexander Eduardowitsch Martynjuk   | Bürgerplattform                                 | registriert   |
| Sergei Konstantinowitsch Nossow     | Einiges Russland                                | registriert   |
| Eduard Anatoljewitsch Prichodko     | Gerechtes Russland                              | verweigert    |

## Ergebnis
| Position              | Kandidat                            | Partei                                          | Stimmen | Anteil  |
| --------------------- | ----------------------------------- | ----------------------------------------------- | ------- | ------- |
| 1.                    | Sergei Konstantinowitsch Nossow     | Einiges Russland                                | 31.598  | 81,59 % |
| 2.                    | Walentina Wiktorowna Doroschewitsch | Kommunistische Partei der Russischen Föderation | 3.915   | 10,11 % |
| 3.                    | Roman Wadimowitsch Isajew           | Liberal-Demokratische Partei Russlands          | 1810    | 4,67 %  |
| 4.                    | Alexander Eduardowitsch Martynjuk   | Bürgerplattform                                 | 631     | 1,63 %  |
| gültige Stimmzettel   | gültige Stimmzettel                 | gültige Stimmzettel                             | 37.954  | 98,00 % |
| ungültige Stimmzettel | ungültige Stimmzettel               | ungültige Stimmzettel                           | 775     | 2,00 %  |
| Stimmen               | Stimmen                             | Stimmen                                         | 38.729  | 100 %   |

Von 97.861 wahlberechtigten Bürgern gaben 38.729 Personen ihre Stimme ab. Das entspricht einer Wahlbeteiligung von 39,58 %.